# Rudolph Feuß
Rudolph Feuß (* 12. Mai 1862 in Bremen; † 13. Januar 1945 in Gnarrenburg) war ein Bremer Pädagoge und Senator.

## Biografie
Feuß war der Sohn eines Zigarrenmachers. Er besuchte das Bremer Lehrerseminar. 1882 wurde er Lehrer an der Ansgarischule in Bremen. Ab 1905 leitete er die Schule an der Schleswiger Straße. 1905 wurde er als Vertreter der 4. Klasse in die Bremer Bürgerschaft gewählt. Am 17. Mai 1910 stieg er auf in den Senat der Freien Hansestadt Bremen. Als Senator war er hauptsächlich für die Aufgaben der Wohlfahrt (Armenwesen), der Jugendfürsorge und der Volksschulen zuständig. Nach Ende des Ersten Weltkriegs schied er am 10. April 1919 aus dem Senat aus. Er widmete sich danach dem 1911 gegründeten Institut für Jugendkunde (heute Institut für Jugendkunde und Jugendbildung) und war hier 30 Jahre lang als Schrift- bzw. Rechnungsführer aktiv.
Der Feußweg in Bremen-Oberneuland ist nach ihm benannt worden.